# An De Moor

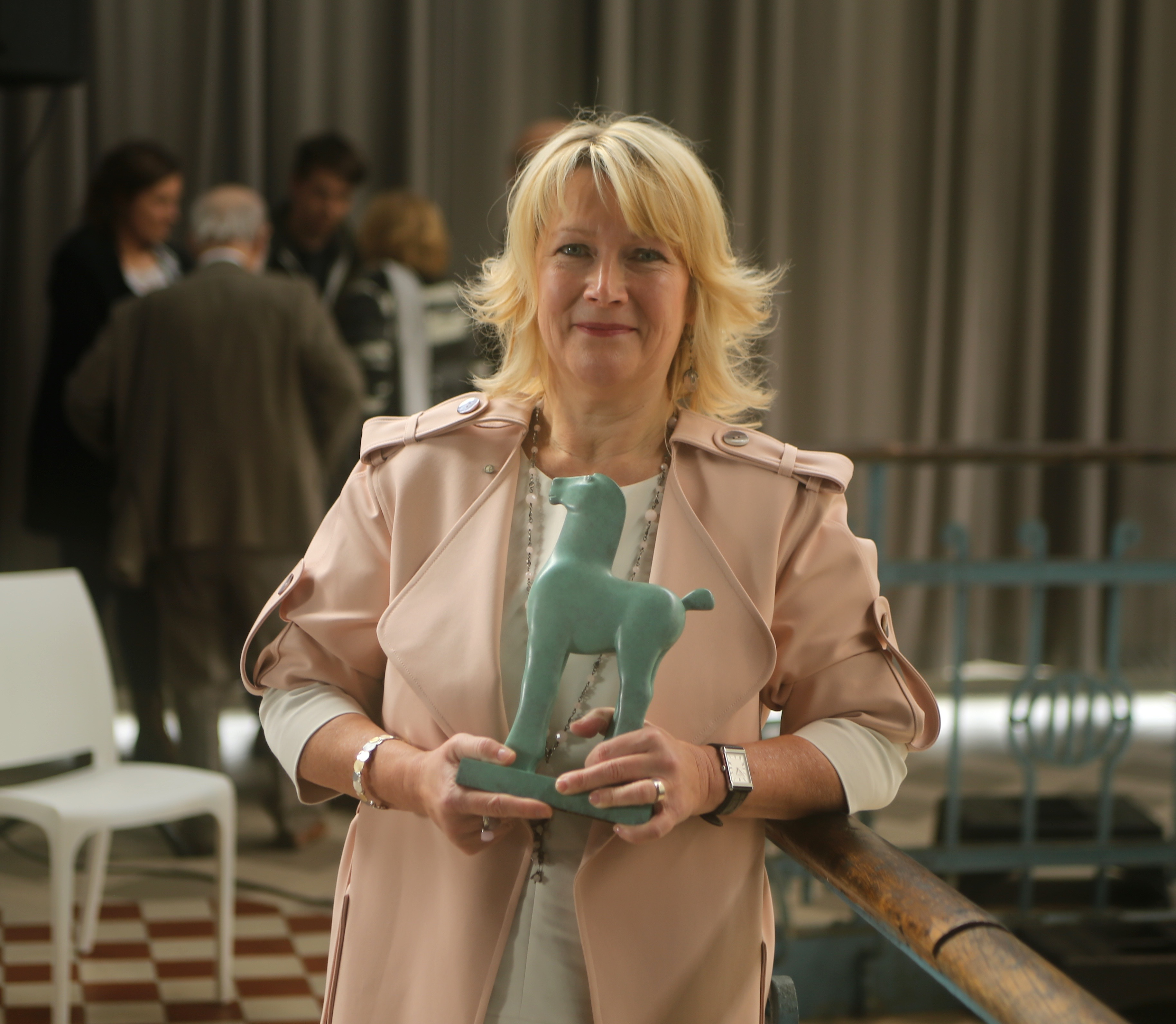

An De Moor (Sint-Amandsberg, 24 januari 1962) is een Belgische taalexpert in het hoger onderwijs en is actief in tal van besturen in Vlaanderen.

## Biografie
De Moor gaf als master in de Germaanse talen Universiteit Gent van 1984 tot 1995 lessen Nederlands en Engels in secundaire scholen in Gent, Sint-Niklaas en Bornem. Ze was nadien bijna even lang bestuurder van de CVA Moorvelde, freelance journaliste, tekstschrijver en evenementenorganisator. Begin jaren 2000 ging ze in op de uitnodiging van de toenmalige Vlaamse minister van buitenlands beleid om zijn raadgever buitenlands beleid en toesprakenschrijver te worden. In die tijd ontstond haar interesse in publieksdiplomatie (‘public diplomacy’). In 2008 keerde ze naar het onderwijs terug als onderzoeker onderwijsontwikkeling, raadgever communicatie en internationalisering, en docente bedrijfscommunicatie aan de Katholieke Hogeschool Sint-Lieven, op 1 januari 2014 opgegaan in de hogeschool Odisee. Sinds een aantal jaar is ze in dezelfde hogeronderwijsinstelling Talenbeleidcoördinator van alle 25 professionele bacheloropleidingen van Odisee en van de masteropleidingen van de Katholieke Universiteit Leuven, Campus Brussel. Ze was tot 30 september 2024 ook 'Beleidsadviseur taal' van het Departement Onderwijs en Vorming.
Ze is betrokken in de organisatie Vlaanderen-Europa, sinds 2002 als voorzitter van de vzw Beweging Vlaanderen-Europa en sinds 2005 als voorzitter van de vzw Elfdaagse Vlaanderen Feest!. In naam van die laatste organisatie kreeg De Moor op 11 juli 2020 het Ereteken van de Vlaamse Gemeenschap.
Ze was tot 2020 lid van de raad van bestuur van het Vlaams cultuurhuis de Brakke Grond in Amsterdam en de Raad voor de Nederlandse Taal en Letteren (Taalunie) en het Nederlands/Vlaams Platform Taalbeleid Hoger Onderwijs. Momenteel is ze bestuurslid van het Forum Taalbeleid Hoger Onderwijs, ondervoorzitter van de stichting Vlamingen in de Wereld en lid van de Raad van bestuur van het Vlaams-Nederlands huis voor cultuur en debat deBuren].
Omwille van haar verdiensten op het vlak van het Nederlands en de Vlaamse Beweging kreeg ze intussen verschillende onderscheidingen zoals de ‘Frans Drijversprijs’, de ‘Orde van den Gulden Draak’, ‘Academica van het jaar 2016’ van het VVA (Vlaamse Vereniging van Academici), de ‘Leeuwenpenning’ van de Davidsfondsafdeling Waas en in 2018 ontving ze de ‘Lofprijs der Nederlandse taal 2017’ in het Brussels Hoofdstedelijk Parlement van de Stichting Nederlands. Op 11 juli 2020 kreeg ze als voorzitter van de Beweging Vlaanderen-Europa in het Errerahuis in Brussel namens de Vlaamse regering een Ereteken van de Vlaamse Gemeenschap.
Samen met haar collega Tom Colpaert publiceerde ze eind 2018 een onderzoek bij 8.025 eerstejaarsstudenten in 25 professionele bacheloropleidingen van de hogeschool Odisee over de periode 2013-14 tot en met 2016-17. Daaruit blijkt een significante correlatie tussen taalvaardigheid en studiesucces. Volgens De Moor ligt de oorzaak van de gedaalde woordenschatkennis aan de vaststelling dat studenten te weinig lezen waardoor hun beheersing van de Nederlandse taal achteruit gaat. Een onderzoek van de Radboud Universiteit bevestigt dit.
In 2021 schreef ze in opdracht van minister Weyts en minister-president Jan Jambon als ondervoorzitter van de stuurgroep van het Leesoffensief mee aan het adviesrapport "Naar een Leesoffensief voor Vlaanderen".